# Welsh curlingteam (gemengddubbel)
Het Welshe curlingteam vertegenwoordigt Wales in internationale curlingwedstrijden.

## Geschiedenis
Wales debuteerde op het wereldkampioenschap curling voor gemengddubbele landenteams van 2008 in het Finse Vierumäki. De eerste interland werd met 6-2 verloren van de Verenigde Staten. Het team won geen enkele wedstrijd en werd laatste. Het beste resultaat op wereldkampioenschappen behaalde Wales in 2014. Het land won vier van de acht wedstrijden en eindigde op de twintigste plaats.

## Wales op het wereldkampioenschap
| Jaar | Plaats        | Team                         | WG            | W             | V             | PV            | PT            |
| ---- | ------------- | ---------------------------- | ------------- | ------------- | ------------- | ------------- | ------------- |
| 2008 | 24            | Phil Jones & Lisa Peters     | 7             | 0             | 7             | 30            | 65            |
| 2009 | 27            | Stewart Cairns & Lisa Peters | 8             | 0             | 8             | 30            | 66            |
| 2010 | Geen deelname | Geen deelname                | Geen deelname | Geen deelname | Geen deelname | Geen deelname | Geen deelname |
| 2011 | Geen deelname | Geen deelname                | Geen deelname | Geen deelname | Geen deelname | Geen deelname | Geen deelname |
| 2012 | Geen deelname | Geen deelname                | Geen deelname | Geen deelname | Geen deelname | Geen deelname | Geen deelname |
| 2013 | Geen deelname | Geen deelname                | Geen deelname | Geen deelname | Geen deelname | Geen deelname | Geen deelname |
| 2014 | 20            | Adrian Meikle & Dawn Watson  | 8             | 4             | 4             | 46            | 60            |
| 2015 | Geen deelname | Geen deelname                | Geen deelname | Geen deelname | Geen deelname | Geen deelname | Geen deelname |
| 2016 | 32            | Adrian Meikle & Dawn Watson  | 6             | 1             | 5             | 41            | 50            |
| 2017 | 24            | Adrian Meikle & Dawn Watson  | 7             | 2             | 5             | 34            | 45            |
| 2018 | Geen deelname | Geen deelname                | Geen deelname | Geen deelname | Geen deelname | Geen deelname | Geen deelname |
| 2019 | 30            | Garry Coombs & Laura Beever  | 7             | 4             | 3             | 40            | 54            |
| 2021 | Geen deelname | Geen deelname                | Geen deelname | Geen deelname | Geen deelname | Geen deelname | Geen deelname |
| 2022 | Geen deelname | Geen deelname                | Geen deelname | Geen deelname | Geen deelname | Geen deelname | Geen deelname |
| 2023 | Geen deelname | Geen deelname                | Geen deelname | Geen deelname | Geen deelname | Geen deelname | Geen deelname |
| 2024 | Geen deelname | Geen deelname                | Geen deelname | Geen deelname | Geen deelname | Geen deelname | Geen deelname |
| 2025 | Geen deelname | Geen deelname                | Geen deelname | Geen deelname | Geen deelname | Geen deelname | Geen deelname |

Australië · België · Brazilië · Bulgarije · Canada · China · Chinees Taipei · Denemarken · Duitsland · Engeland · Estland · Filipijnen · Finland · Frankrijk · Griekenland · Groot-Brittannië · Guyana · Hongarije · Hongkong · Ierland · India · Israël · Italië · Jamaica · Japan · Kazachstan · Kirgizië · Koeweit · Kosovo · Kroatië · Letland · Litouwen · Luxemburg · Mexico · Mongolië · Nederland · Nieuw-Zeeland · Nigeria · Noorwegen · Oekraïne · Oostenrijk · Polen · Portugal · Puerto Rico · Qatar · Roemenië · Rusland · Saoedi-Arabië · Schotland · Servië · Slovenië · Slowakije · Spanje · Thailand · Tsjechië · Turkije · Verenigde Staten · Wales · Wit-Rusland · Zuid-Korea · Zweden · Zwitserland